# Úszpeklény
Úszpeklény (más néven Gombos-Usz, szlovákul: Uzovské Pekľany, korábban Peklin) falu Szlovákiában, az Eperjesi kerület Kisszebeni járásában.

## Fekvése
Kisszebentől 9 km-re délnyugatra, a Kis-Szinye-patak partján fekszik.

## Története
A települést a 14. század elején alapították a német jog alapján. 1337-ben „Herdunghau” néven említik először. A Tekule nembeli Usz család birtoka volt. 1339-ben „Herdegenshau”, 1354-ben „Peklen”, 1360-ban „Nemethfalu alebo Puklen” néven említik. 1427-ben 21 portája adózott. 1439-ben „Herdegenshorr, que nunc Peklen vocatur” néven szerepel a korabeli forrásokban. 1787-ben 43 háza és 262 lakosa volt.
A 18. század végén Vályi András így ír róla: „Keczer Peklin, Orosz Peklin, és Úsz Peklin. Három falu Sáros Vármegyében, Keczer Peklinnek földes Urai több Uraságok, mellynek Ispotállya is vagyon; Orosz Peklinnek földes Ura Piller Uraság, fekszik Radácshoz közel, mellynek filiája; Usz Peklinnek pedig földes Ura Úsz Uraság. Ez fekszik Nyárs Ardóhoz nem meszsze, mellynek filiája, lakosaik külömbfélék, határbéli földgyeik közép termékenységűek, réttyek, legelőjök, erdejek elegendő van, piatzozások Szebenben, és Eperjesen alkalmatos, második osztálybéliek.”
1800-ban a községben kőbánya működött. 1828-ban 65 házában 496 lakos élt, akik főként mezőgazdasággal, vászonszövéssel, kosárfonással foglalkoztak. A 19. század közepétől sok lakója kivándorolt.
Fényes Elek 1851-ben kiadott geográfiai szótárában így ír a faluról: „Peklin (Gombos-Usz), tót falu, Sáros vgyében, Nyárs-Ardóhoz 1 1/2 órányira: 383 kath., 33 zsidó lak. Derék erdő. F. u. Úsz és Gombos nemzetségek. Ut. p. Berthót.”
A trianoni diktátum előtt Sáros vármegye Kisszebeni járásához tartozott.
A háború után lakói Eperjes, Nagysáros és Sebeskellemes üzemeiben dolgoztak.

## Népessége
| Év:            | 1994. | 2004.   | 2014.   | 2024.    |
| -------------- | ----- | ------- | ------- | -------- |
| Emberek száma: | 371   | 375     | 406     | 480      |
| Eltérés:       |       | +1,07 % | +8,26 % | +18,22 % |

| Év:            | 2023. | 2024.   |
| -------------- | ----- | ------- |
| Emberek száma: | 468   | 480     |
| Eltérés:       |       | +2,56 % |

1910-ben 307, túlnyomórészt szlovák lakosa volt.
2001-ben 382 lakosából 309 szlovák és 55 cigány volt.
2011-ben 411 lakosából 295 szlovák és 48 cigány.

## Nevezetességei
- Római katolikus temploma eredetileg 1615 körül épült reneszánsz stílusban, a 18. század végén megújították.